# Jäskis

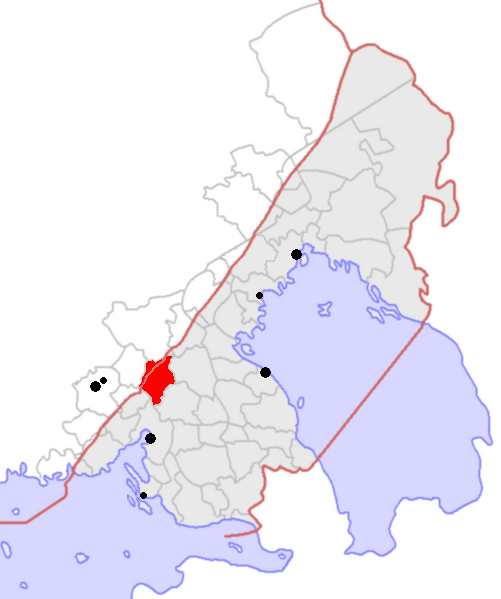
Jäskis

Jäskis (finska Jääski, ryska Лесого́рский, Lesogorskij) var en tidigare kommun på Karelska näset i det område som avträddes till Sovjetunionen i mellanfreden i Moskva 1944 och definitivt i freden i Paris 1947. Ytan var 400,6 km² och kommunen beboddes av 20 879 personer med en befolkningstäthet om  49,9/km². Huvuddelen av Jäskis  kommun med kyrkbyn och Ensos (ryska Светого́рск, Svetogorsk) industriområde övergick till Sovjetunionen. Resten, 62,7 km², blev kvar i Finland.
Jäskis var av allt att döma en ortodox pogost från 1200-talet. Efter freden i Nöteborg 1323 ändrades dess inriktning till romersk-katolsk, möjligen redan på 1320-talet. Jäskis framträder i källorna som en katolsk församling så sent som år 1415.

## Byar

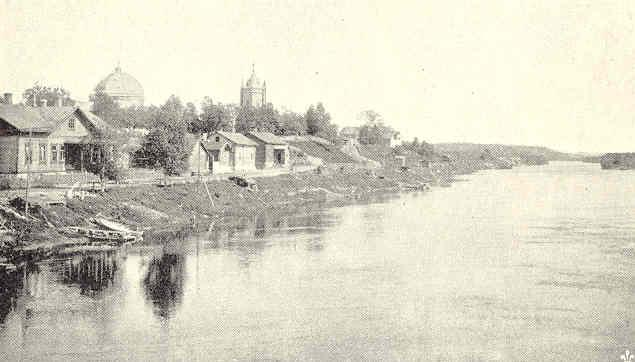
Jäskis kyrkby ca 1900

Ahola, Ahtiala, Ahvola, Eevala, Einola, Haikola, Hallikkala, Hirsilampi, Hyppölä, Hämälälä, Ihalempiälä, Jakola, Jakovala, Järvenkylä, Kamajauhola, Kaplahala, Kasila, Kemppilä, Kiljolanmaa, Kirkonkylä, Kiurula, Kokkola, Kostiala, Kuurmanpohja, Kyyrölä, Kärenniemi, Kärkkäälä, Kärättilä, Laitila, Laukkala, Littula, Lokkarila, Lottola, Meltola, Myllölä, Niemi, Näträmälä, Oravala, Pajarila, Patjaala, Pelkola, Penttilä, Pieppola, Puujalka, Päähkälä, Ranssila, Riikola, Rikkola, Rossila, Rouhiala, Räikkölä, Seppälä, Soperonmaa, Suikkala, Sunila, Teppanala, Tollola, Velkula, Vetelälä, Virola, Virolansalo.